# Pavlovice (Vlastějovice)
Pavlovice (německy Pawlowitz) jsou malá vesnice, část obce Vlastějovice v okrese Kutná Hora. Nachází se asi 2,5 kilometru východně od Vlastějovic. Pavlovice leží v katastrálním území Pavlovice u Vlastějovic o rozloze 2,6 km².

## Historie
První písemná zmínka o vesnici pochází z roku 1390.

## Fotogalerie

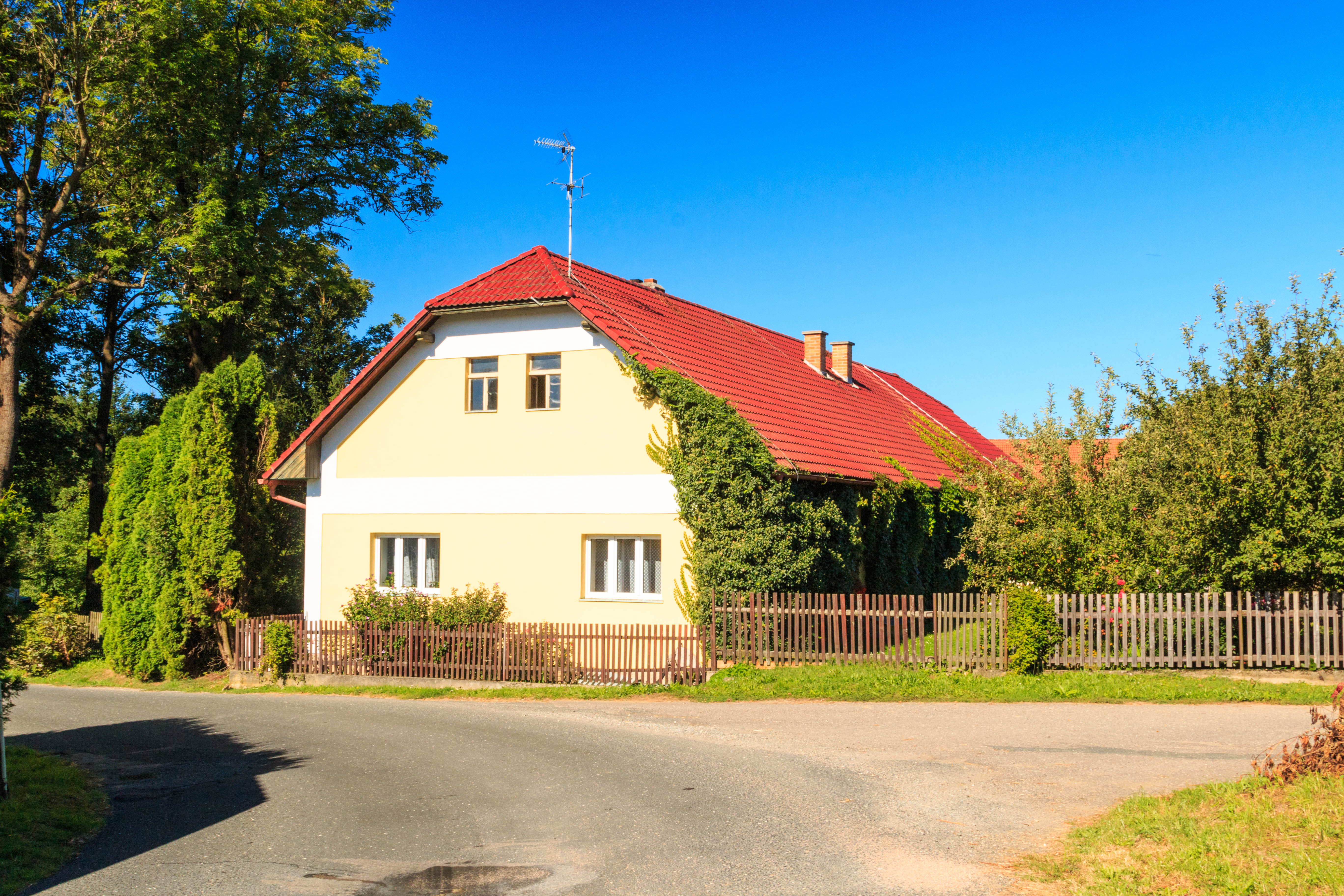
Dům čp. 11
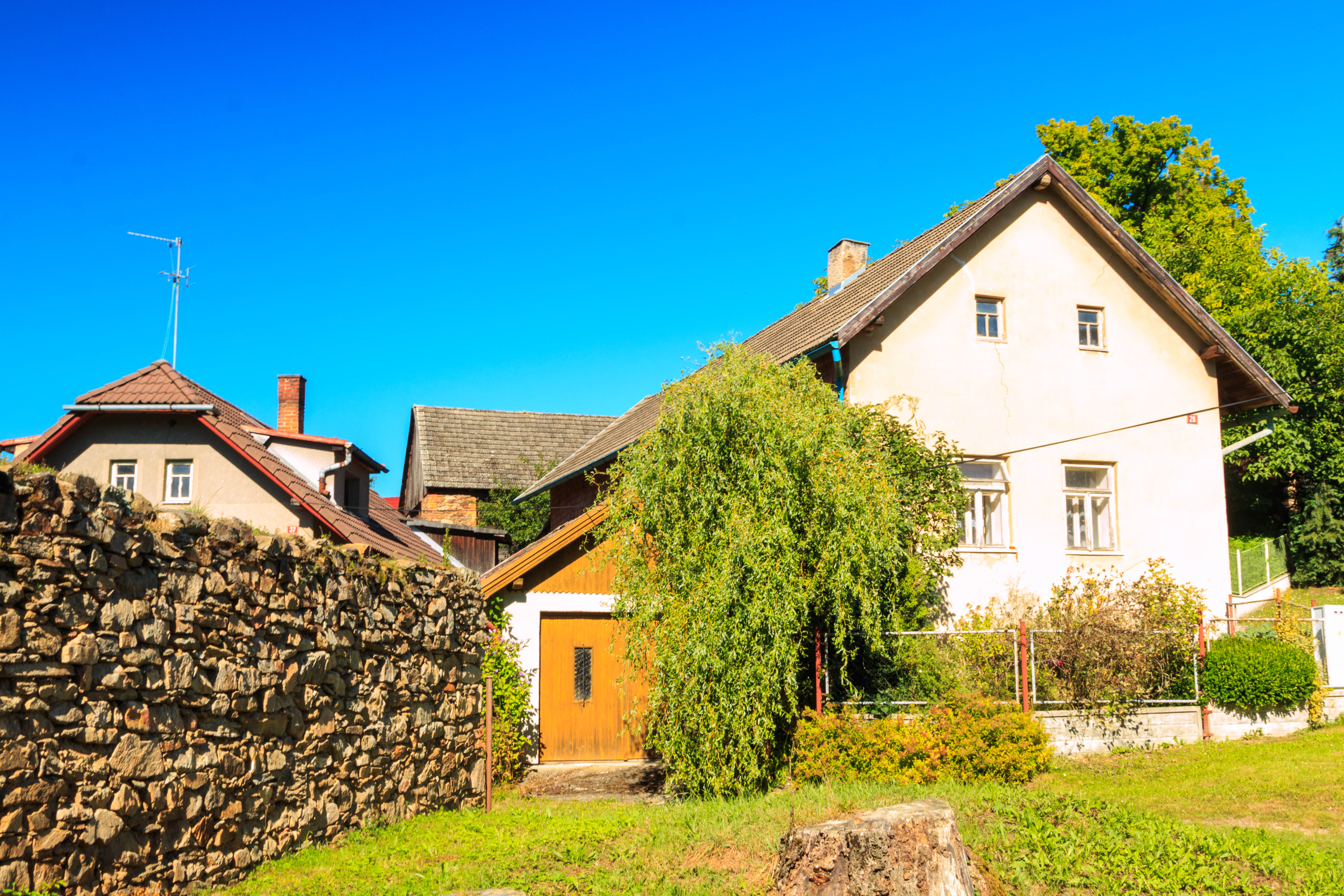
Dům čp. 26
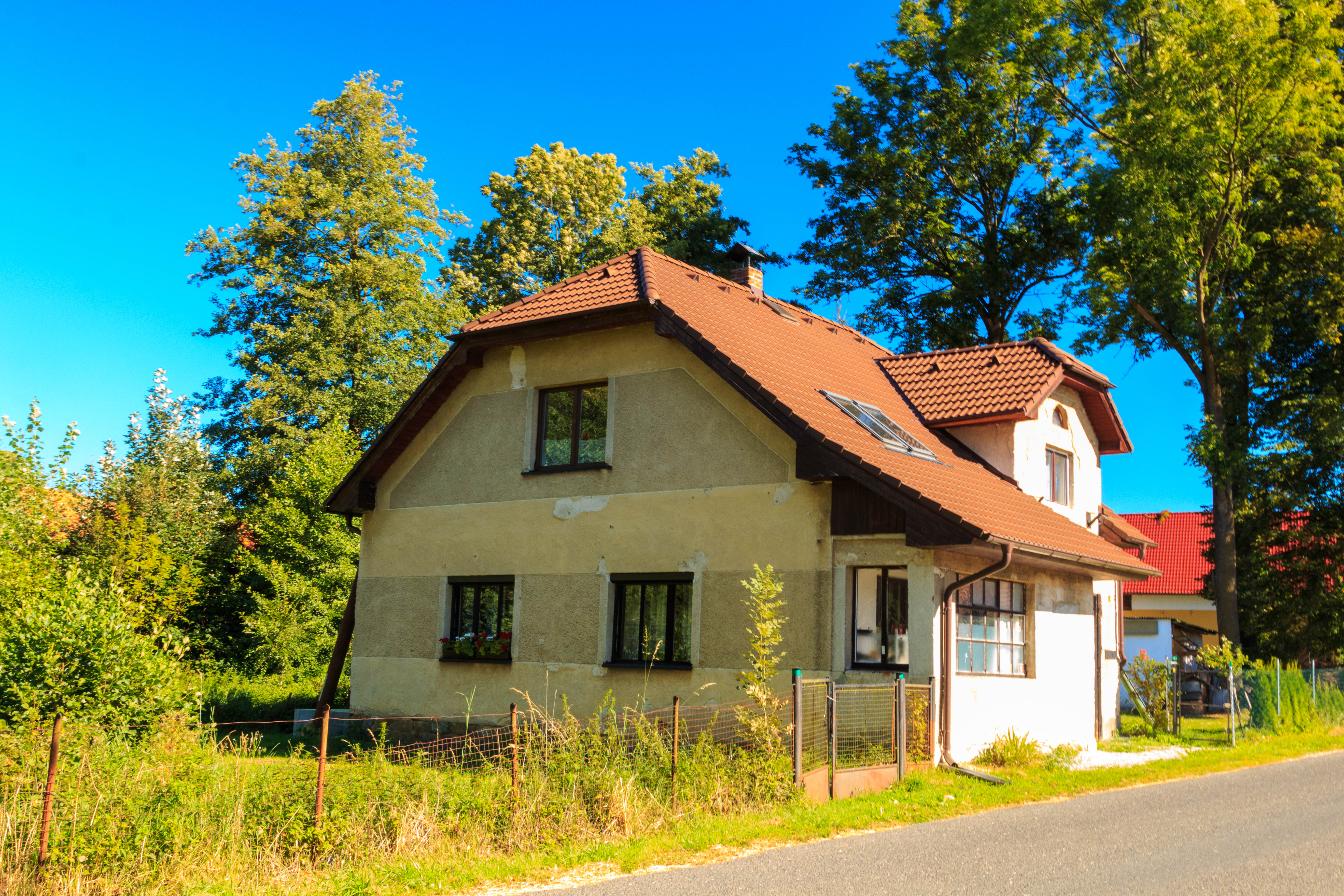
Dům čp. 8
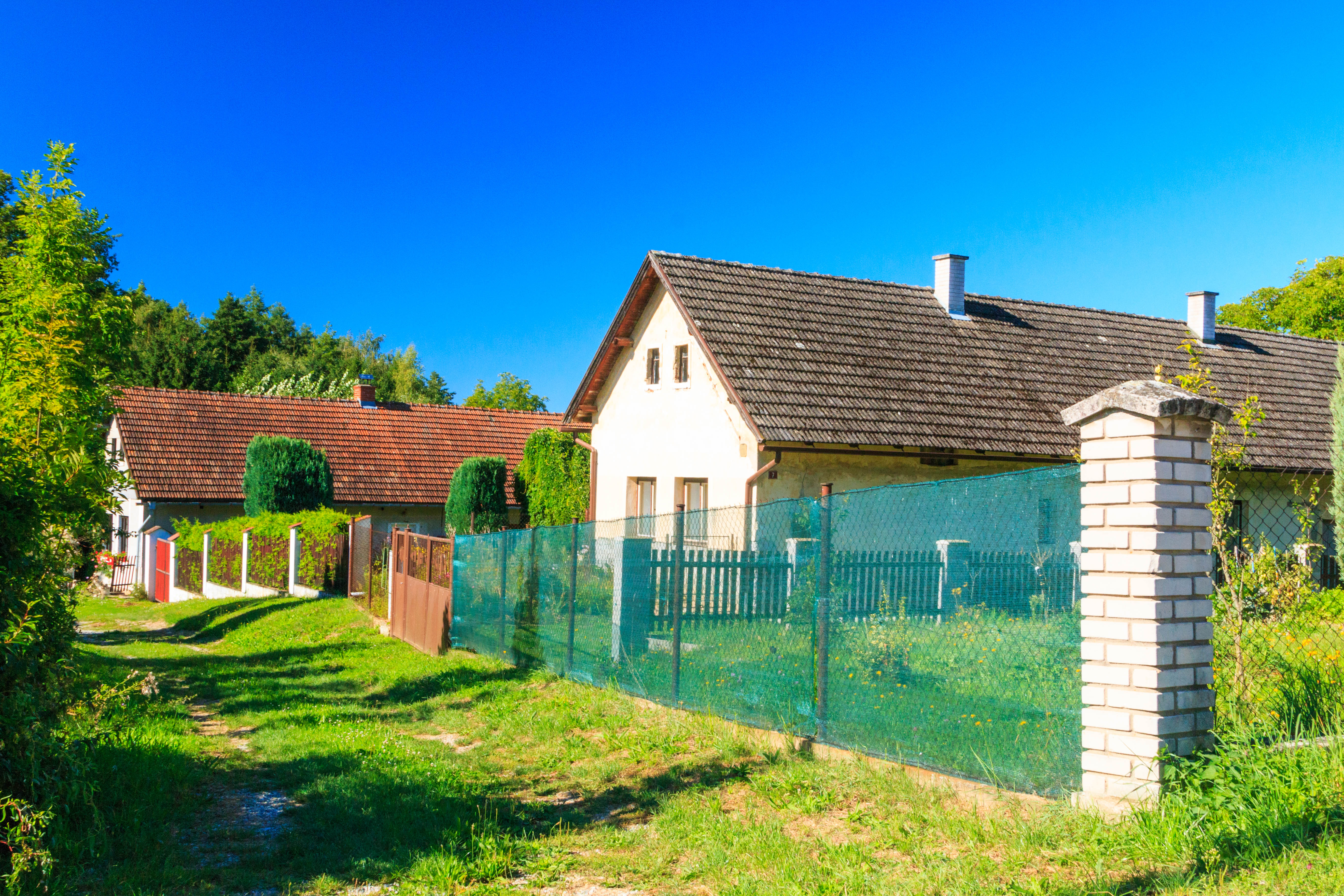
Dům čp. 7
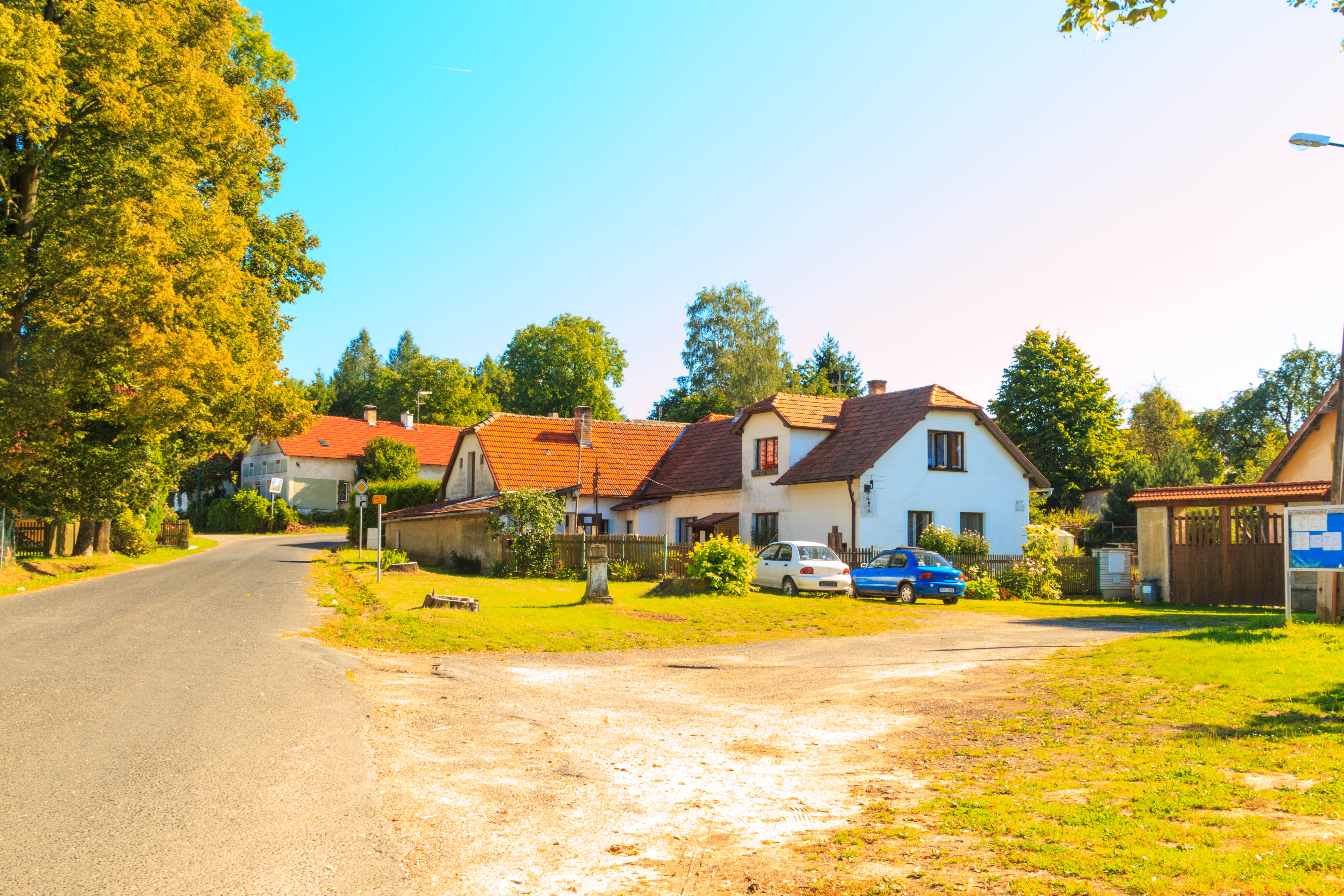